# Јасеновац
Јасеновац је насељено мјесто и средиште истоимене општине у Посавини, у Хрватској. Најпознатија је по озлоглашеном концентрационом логору који се тамо налазио у Другом светском рату у коме су масовно убијани Срби, Роми и Јевреји, али и сви други који су сметали тадашњој влади Независне Државе Хрватске. Име Јасеновац вероватно је настало од имена дрвета јасен и значи „јасенов, или направљен од јасеновог дрвета”.

## Географија
Општина Јасеновац смештена је на крајњем југоисточном делу Сисачко-мославачке жупаније, а истовремено представља и најјугозападнији део Славоније на граници са Хрватском (Банија) на западу као и са Босном и Херцеговином (Република Српска) на југу. То је низијски простор континенталне климе, окружен рекама Требежом, Савом, Уном и Стругом, са својих 10 насеља смештених на 168,5 km². Готово цело подручје општине се налази у Парку природе Лоњско поље. Само насеље Јасеновац удаљено је 8 km од чворишта Новска на X паневропском коридору Посавске ауто-цесте Љубљана — Брегана — Загреб — Липовац.Одличан прометни положај (близина ауто-пута, граница са БиХ), као и природна богатства (шуме, савски шљунак су од великог значаја за развој привреде у овој општини.

## Историја
Проценат православаца (Срба) у општини Јасеновац 1931.
Прво спомињање насеља Јасеновац на Сави везано је за османлијско освајање тог града које је учинио Гази Хусрев-бег 1536.
Јасеновац је 1905. године имао статус "трговишта" са селом Бумбековача, у котарској области Новска. Ту је било 207 српских домова са 1183 становника Срба. Од јавних установа постојали су тада: Српска православна црква, српска народна и комунална школа, пошта и брзојав (телеграф).
Претплатници једне историјске књиге били су 1831. године образовани и напредни људи Јасеновца. Скупио је претплату месни учитељ Давид Милошевић а књигу су наручили: поп Георгије Стојкић намесник и парох Јасеновачки, Атанасије Ђаковић ревизор, Михаил Кутлија живописац (у месту 1831−1840), трговци - Јован и Никола Дедовић, Павел Грујић и Јован Угренић, те поменути учитељ.
Павловићев "Српски народни лист" који је излазио у Будиму, имао је (1839) једног претплатника у месту. Духовно штиво наручили су 1841. године мештани Јасеновца: поп Николај Драгишић парох, Иво и Николај Дедовић, Јован Угричић, Андреј Радојевић, Георгије Димовић, Јован Сопић, Теодор Тодоровић, Јован Галијаш, Михаил Кутлија - све трговци и "љубитељи сербскога просвјешћенија".
До пропасти Аустроугарске 1918. Јасеновац је био под њеном управом. Када је у децембру 1918. створена Краљевина Срба, Хрвата и Словенаца Јасеновац је постао њен део и то је остао до априла 1941.
У априлу 1941. у Загребу је створена Независна Држава Хрватска, а нова хрватска влада на подручју Јасеновца је основала логоре смрти око 20. августа 1941. Логор Јасеновац је постојао до 22. априла 1945. и у логор су затварани, а затим убијани првенствено Срби, Роми и Јевреји (свих узраста, полова и образовања, свих социјалних и других профила), али и сви Хрвати и други који су сметали тадашњој усташкој влади Хрватске. Систем Концентрационих логора Јасеновац је дизајнирао Вјекослав Макс Лубурић док је био у егзилу. Био је његов први командант. Први директор логора био је бивши свештеник Мирослав Мајсторовић, а касније Динко Шакић.
Србе који су чинили приближно половину становништва у општини Јасеновац хрватска војска је хапсила и убијала. Почетком маја 1942. године похапшене су српске породице у Јасеновцу и Уштици, срез Новска. Све те породице отпремљене су у логор Јасеновац.
После Другог светског рата, Јасеновац је нова комунистичка власт уврстила у састав СР Хрватске, у чијем саставу је била све до распада СФРЈ. Током ратних сукоба при распаду СФРЈ (1991—1995), Јасеновац је прво био део Републике Српске Крајине. Хрватска је заузела ово подручје у операцији „Бљесак“, почетком маја 1995. године и протерала већину Срба са овог подручја.
Храм Светог Јована Крститеља – Јасеновац (Славонска епархија)
Стари парохијски храм посвећен је рођењу светог Јована Крститеља подигнут је 1775. године. Била је то једнобродна грађевина у барокном стилу, са наглашеним полукружним олтарским простором. Над западним улазом се налазио високи звоник са лантерном. Године 1827. у месту је службовао као парох поп Аврам Секулић. Јасеновац је почетком 20. века имао православну парохију III платежне класе, са свештеником Михаилом Медаковићем. На челу Црквене општине био је 1905. године Лазар Бачић, а школски управитељ поп Михаило Медаковић. Парохијске матрикуле започете су 1777. године, постојало је српско православно гробље и парохијски дом. Српска народна школа радила је у здању грађеном 1847. године. Учитељ Јован Саграк је радио са 13 ђака у редовној настави и са још 32 у пофторној школи.
1941−1945: Овај храм су усташе запалиле и до темеља срушиле 1941. године. Том приликом су уништени иконостас, црквени мобилијар, књиге и богослужбени предмети. Истовремено са страдањем цркве спаљен је и стари парохијски дом. Сачувана је само стара зграда српске вероисповедне школе саграђене 1847. године. Нова парохијска црква подигнута је 1984. године. Архитектура храма је сажимала српску средњовековну традицију са барокном архитектуром коју прекосовски Срби прихватају у XVIII веку. Пре тога још 1948. године подигнут је и нови парохијски дом, на месту оног спаљеног за време Другог светског рата.
1991: Храм је оштећен гранатама и митраљеском ватром.
1995: Црква је оскрнављена и опустошена.
2000: Црква је поново обновљена и тада епископ славонски Сава Јурић проглашава јасеновачку цркву Рођења Светог Јована Крститеља за манастир. Данас је овај манастир истовремено и резиденција Епископа славонског.
Поједине православне цркве претваране су у штале. Тако су усташе у селу Јасеновцу користиле цркву као шталу све док је нису разрушиле, а тако су усташе поступале и са црквом у Босанском Петровцу. Иако је црква у Јасеновцу била прилично оштећена служила је и као затвор за Србе.

## Становништво
На попису становништва 2011. године, општина Јасеновац је имала 1.997 становника, од чега у самом Јасеновцу 653. Национални састав општине Јасеновац, по попису из 2011. године, је био следећи:
| година пописа | укупно | Хрвати         | Срби        | неизјашњени | остали    |
| ------------- | ------ | -------------- | ----------- | ----------- | --------- |
| 2011.         | 1.997  | 1.807 (90,49%) | 152 (7,61%) | 14 (0,7%)   | 24 (1,3%) |

У Сисачко-мославачкој жупанији највећа је депопулација становништва на подручју општине Јасеновац у односу на 1991. годину.
По попису становништва 1991. године на подручју општине живело је 3.599 становника, док их је данас око 2.000. Велики постотак становништва, већи од 60% су особе старије од 60 година. Према попису из 2001. године 91% становништва чине Хрвати.

### Попис 2001.
По попису из 2001. године, у општини Јасеновац је живело 2.391. становника, од тога у самом Јасеновцу — 780.
- Зграда српске вероисповедне школе саграђене 1847. године.
- Зграда српске вероисповедне школе саграђене 1847. године.

### Попис 1991.
До нове територијалне организације, општина Јасеновац се налазила у саставу бивше велике општине Новска. Национални састав општине Јасеновац, по попису из 1991. године, је био следећи:
| година пописа | укупно | Хрвати         | Срби         | Југословени | остали      |
| ------------- | ------ | -------------- | ------------ | ----------- | ----------- |
| 1991.         | 3.599  | 2.419 (67,21%) | 911 (25,31%) | 106 (2,94%) | 163 (4,52%) |

### Јасеновац (насељено место), национални састав
На попису становништва 1991. године, насељено место Јасеновац је имало 1.154 становника, следећег националног састава:
| Попис 1991.‍   | Попис 1991.‍  | Попис 1991.‍ | Попис 1991.‍ | Попис 1991.‍ |
| ------------- | ------------ | ----------- | ----------- | ----------- |
|               |              |             |             |             |
| Хрвати        | Хрвати       |             | 632         | 54,76%      |
| Срби          | Срби         |             | 348         | 30,15%      |
| Југословени   | Југословени  |             | 88          | 7,62%       |
| Албанци       | Албанци      |             | 13          | 1,12%       |
| Муслимани     | Муслимани    |             | 3           | 0,25%       |
| Украјинци     | Украјинци    |             | 3           | 0,25%       |
| Црногорци     | Црногорци    |             | 3           | 0,25%       |
| Мађари        | Мађари       |             | 2           | 0,17%       |
| Чеси          | Чеси         |             | 2           | 0,17%       |
| Грци          | Грци         |             | 1           | 0,08%       |
| неопредељени  | неопредељени |             | 42          | 3,63%       |
| регион. опр.  | регион. опр. |             | 2           | 0,17%       |
| непознато     | непознато    |             | 15          | 1,29%       |
| укупно: 1.154 |              |             |             |             |

### Аустроугарски попис 1910.
У време пописа становништва 1910. године, подручје данашње општине Јасеновац налазило се у саставу Пожешке жупаније, у оквиру управног котара Пакрац. Састојало се из управне општине Јасеновац са подручним општинама: Јабланац Јасеновачки (насеље Јабланац Јасеновачки са засеоком Јасеновачки Струг), Јасеновац (насеље Јасеновац са засеоком Лончарице), Кошутарица (насеље Кошутарица), Млака (насеље Млака) и Уштица (насеље Уштица са засеоцима Вишњица Уштичка, Кленов Бок, Танац и Уштичка Градина) и дела управне општине Крапје са подручним општинама: Дренов Бок (насеље Дренов Бок са засеоком Бумбековача), Крапје (насеље Крапје) и Пуска (насеље Пуска).
На последњем аустроугарском попису становништва из 1910. године, општина Јасеновац је имала 8.773 становника следећег народносног и верског састава:
| Становништво према народности | укупно | Хрвати         | Срби           | Немци      | Чеси       | Мађари    | Италијани | Русини    | Словенци  | напомена |
| ----------------------------- | ------ | -------------- | -------------- | ---------- | ---------- | --------- | --------- | --------- | --------- | --- |
| Вишњица                       | 180    | 180            | 0              | 0          | 0          | 0         | 0         | 0         | 0         | У време пописа представљала је део насеља у саставу насеља Уштица под именом Вишњица Уштичка. Самостално насеље од 1948.                                                                                                |
| Дренов Бок                    | 922    | 919            | 3              | 0          | 0          | 0         | 0         | 0         | 0         | Састојао се из два дела насеља: Бумбековача (ст. 9) и Дренов Бок (ст. 913). |
| Јасеновац                     | 2.365  | 1.338          | 975            | 33         | 8          | 8         | 0         | 2         | 1         | Састојао се из два дела насеља: Јасеновац (ст. 2.327) и Лончарице (ст. 38). |
| Кошутарица                    | 802    | 801            | 0              | 0          | 0          | 1         | 0         | 0         | 0         | |
| Крапје                        | 1.080  | 1.072          | 3              | 1          | 2          | 0         | 1         | 0         | 1         | |
| Млака                         | 1.176  | 37             | 1.138          | 1          | 0          | 0         | 0         | 0         | 0         | Састојала се из два самостална насеља: Млака (ст. 823) и Јабланац Јасеновачки (ст. 353) са два дела насеља: Јабланац Јасеновачки (ст. 350) и Јасеновачки Струг (ст. 3).                                                 |
| Пуска                         | 832    | 797            | 29             | 0          | 0          | 0         | 6         | 0         | 0         | Исказано заједно са насељем Требеж. |
| Танац                         | 182    | 173            | 9              | 0          | 0          | 0         | 0         | 0         | 0         | У време пописа представљао је део насеља Уштица. Самостално насеље од 1948. |
| Требеж                        | 0      | 0              | 0              | 0          | 0          | 0         | 0         | 0         | 0         | Исказано као самостални део насеља у саставу насеља Пуска од 1948. под именом Требеж Крапјански, а од 1953-1981 под именом Требеж Пушчански. Самостално насеље од 1981. За податке о становништву погледати под: Пуска. |
| Уштица                        | 1.194  | 492            | 702            | 0          | 0          | 0         | 0         | 0         | 0         | Састојала се из три дела насеља: Кленов Бок (ст. 7), Уштица (ст. 1.077) и Уштичка Градина (ст. 110). |
| укупно                        | 8.733  | 5.809 (66,51%) | 2.859 (32,73%) | 35 (0.40%) | 10 (0.11%) | 9 (0.10%) | 7 (0.08%) | 2 (0.02%) | 2 (0.02%) | |

| Становништво према вероисповести | укупно | римокатолици   | православци    | јевреји    | гркокатолици |
| -------------------------------- | ------ | -------------- | -------------- | ---------- | ------------ |
| Вишњица                          | 180    | 180            | 0              | 0          | 0            |
| Дренов Бок                       | 922    | 919            | 3              | 0          | 0            |
| Јасеновац                        | 2.365  | 1.380          | 979            | 4          | 2            |
| Кошутарица                       | 802    | 801            | 0              | 0          | 1            |
| Крапје                           | 1.080  | 1.074          | 3              | 3          | 0            |
| Млака                            | 1.176  | 38             | 1.138          | 0          | 0            |
| Пуска                            | 832    | 803            | 29             | 0          | 0            |
| Танац                            | 182    | 173            | 9              | 0          | 0            |
| Требеж                           | 0      | 0              | 0              | 0          | 0            |
| Уштица                           | 1.194  | 489            | 702            | 3          | 0            |
| укупно                           | 8.733  | 5.857 (67,06%) | 2.863 (32,78%) | 10 (0.11%) | 3 (0.03%)    |

Напомена: Попис становништва 1910. године био је базиран на изјашњавању према језичком и верском опредељењу, без питања о народносној припадности. Хрватски и Српски језик били су представљени као један језик под именом: Хрватски или Српски језик. Хрватски и српски народ представљени су у табели у односу на верско изјашњавање. Римокатолици и гркокатолици (такође и занемарив број припадника других вероисповести) који су за свој језик исказали хрватски или српски представљени су у народносном смислу као Хрвати, а православци који су за свој језик исказали хрватски или српски представљени су у народносном смислу као Срби. На основу језика, у народносном смислу, самостално су исказани Буњевци, Илири/Далматинци и Шокци (осим у Хрватској-Славонији где су убројани у Хрвате или су због занемаривог броја тако језички опредељених исказани као "остали"). Оновремени Русини представљају у заједничком смислу данашње народе Украјинце и Русине. Јевреји су на попису исказивани само као верска заједница без посебно представљеног народносног опредељења, па су на основу исказаног језика убројани у друге народе. Остали народи представљени су у народносном смислу на основу исказаног језика. 

## Споменици и знаменитости
Спомен-подручје Јасеновац један је од највећих споменика холокауста и геноцида на подручју бивше Југославије. Од 2002. године у стварању новог концепта Спомен подручја Јасеновац сарађују стручњаци из Хрватске и иностранства.
Посавско село Крапје, смештено уз руб Саве недалеко од Јасеновца, проглашено је селом градитељске баштине у којем се сваке године обележава Дан Европске баштине. Јединствен угођај уз прекрасну природу и традицију, али понајприје фасцинантну старо-посавску архитектуру потиче људе да посећују ово питомо село, које представља велику културну знаменитост општине Јасеновац.